# Andrej Sannikau

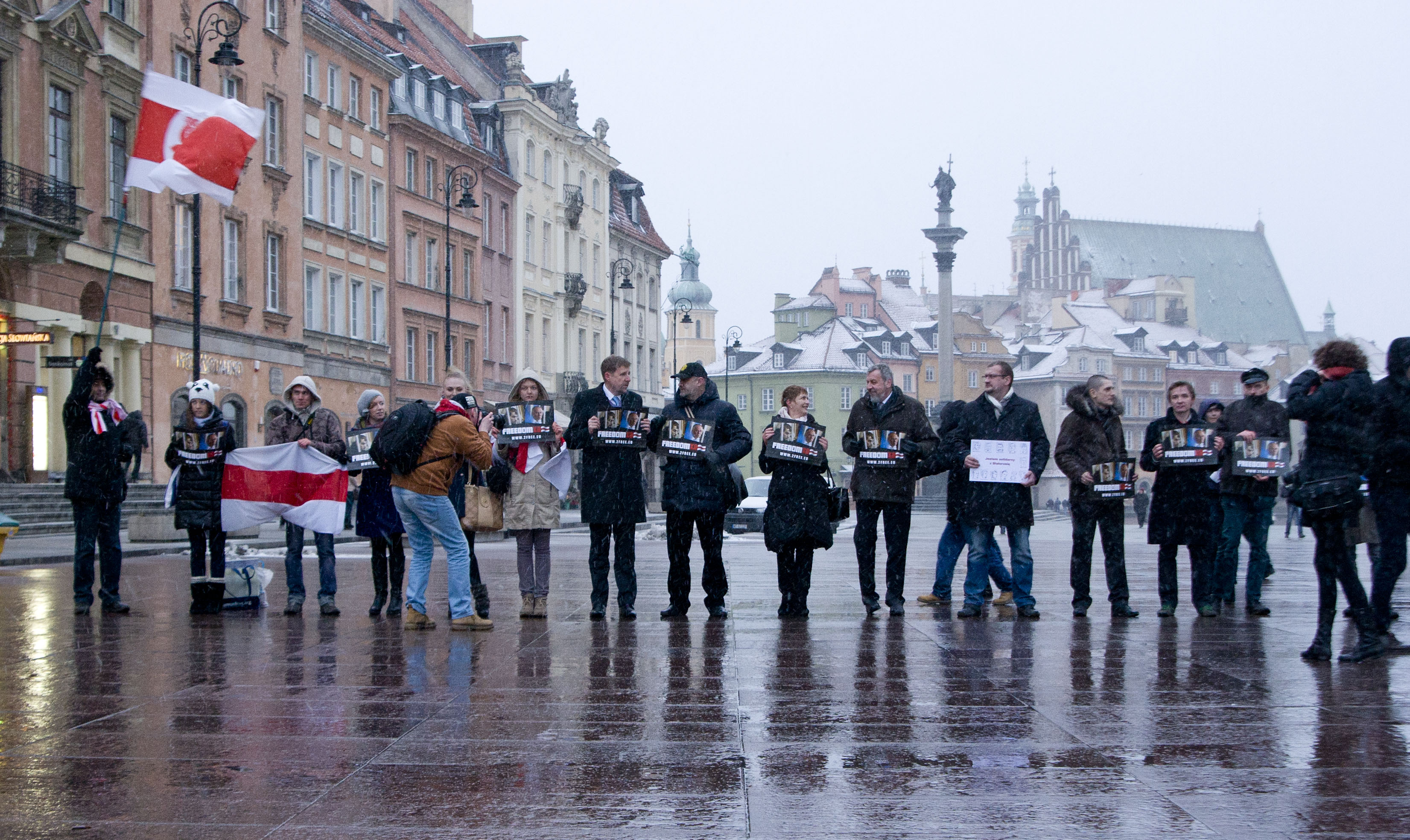
Białoruska demonstracja w Warszawie, wśród uczestników m.in. Andrej Sannikau i Marek Migalski; 8 marca 2013 roku

Andrej Alehawicz Sannikau (biał. Андрэй Алегавіч Саннікаў, ros. Андрей Олегович Санников, Andriej Olegowicz Sannikow; ur. 8 marca 1954 w Mińsku) – białoruski działacz polityczny i społeczny, koordynator programu społecznego „Europejska Białoruś” i inicjatywy „Karta'97”; kandydat na urząd prezydenta Białorusi w wyborach w 2010 roku.

## Życiorys
Urodził się 8 marca 1954 roku w Mińsku, w Białoruskiej SRR, ZSRR. W 1977 roku ukończył Miński Państwowy Pedagogiczny Instytut Języków Obcych, w 1989 roku – Akademię Dyplomatyczną MSZ ZSRR w Moskwie. Posiada dyplomatyczną rangę ambasadora.

### Działalność dyplomatyczna i polityczna
W latach 1980–1981 pracował w Białoruskim Towarzystwie Przyjaźni i Kontaktów Kulturalnych z Zagranicą, w latach 1982–1987 w Sekretariacie ONZ w Nowym Jorku. Od 1989 pracował w Ministerstwie Spraw Zagranicznych Białoruskiej SRR, od 1991 Republiki Białorusi. W latach 1993–1995 pełnił funkcję doradcy Misji Dyplomatycznej Białorusi w Genewie. 16 lutego 1995 roku został wiceministrem spraw zagranicznych Białorusi. Pracując w Ministerstwie był reprezentantem Białorusi w trakcie negocjacji rozbrojeniowych w ramach Wspólnoty Niepodległych Państw, stał na czele białoruskich delegacji w czasie rozmów dwustronnych i na forum międzynarodowym. Odpowiadał za kontakty dwustronne z krajami Zachodu, rozbrojenie i kwestie polityczne w ONZ. Kierował pracami białoruskiej delegacji w komisjach ds. umów O redukcji broni lądowej, O rakietach średniego i małego zasięgu, O obronie przeciwrakietowej. W przededniu referendum w listopadzie 1996 roku podał się do dymisji, na znak protestu przeciwko polityce prezydenta.

### Działalność społeczna
11 listopada Andrej Sannikau został międzynarodowym koordynatorem nieformalnej inicjatywy społecznej „Karta'97” i jest nim do chwili obecnej. Wchodzi w skład Narodowego Komitetu Wykonawczego (gabinetu cieni opozycji). Jest też rektorem Uniwersytetu Ludowego przy Społecznym Centrum Naukowo-Analitycznym „Białoruska Perspektywa”. W ramach swojej działalności społecznej brał udział w wielu konferencjach międzynarodowych, m.in. w Polsce, Niemczech, Szwajcarii, Austrii, a także występował z wykładami na uniwersytetach w Stanach Zjednoczonych, Wielkiej Brytanii, Szwecji, Norwegii, Belgii i Szwajcarii. 24 stycznia 2008 roku, wraz z Mikałajem Statkiewiczem, Wiktarem Iwaszkiewiczem, Michaiłem Maryniczem, ogłosił powstanie ogólnonarodowej kampanii społecznej „Europejska Białoruś”, której celem jest zabezpieczenie niepodległości Białorusi poprzez jej wstąpienie do Unii Europejskiej.

### Udział w wyborach prezydenckich w 2010 roku
Andrej Sannikau ogłosił swoją decyzję o kandydowaniu na urząd Prezydenta Republiki Białorusi w połowie marca 2010 roku. Stał się tym samym trzecim pretendentem do tego stanowiska – wcześniej podobny zamiar wyrazili Alaksandr Milinkiewicz i Alaksiej Michalewicz. 15 marca na stronie internetowej kampanii Karta'97 ukazał się jego pierwszy wywiad w roli kandydata na prezydenta, w którym zakreślił ogólnie swój program wyborczy. 5 kwietnia powtórzył swój zamiar kandydowania w czasie debaty w telewizji Biełsat TV. 27 września 2010 roku grupa inicjatywna na rzecz kandydatury Andreja Sannikaua na urząd prezydenta została zarejestrowana przez Centralną Komisję Wyborczą. Grupa liczyła 2003 osoby, na jej czele stanął Uładzimir Kobiec, a jej zadaniem było zgromadzenie wymaganych 100 tysięcy podpisów poparcia. 18 listopada 2010 roku Sannikau został zarejestrowany jako oficjalny kandydat. Centralna Komisja Wyborcza uznała za ważne 142 023 podpisy poparcia, nie stwierdziła też nieprawidłowości w złożonych do rejestracji dokumentach, w tym w deklaracji majątkowej. Andreja Sannikaua poparła część mińskiej miejskiej organizacji Partii BNF, pomimo faktu, że partia ta wystawiła własnego kandydata na urząd prezydenta – Ryhora Kastusioua. 12 czerwca 2010 roku Wiktar Iwaszkiewicz, przewodniczący oddziału, w czasie posiedzenia Sejmu Partii BNF (jej organu kierowniczego) publicznie ogłosił zamiar wspierania kampanii wyborczej Sannikaua. 19 września powtórzył swój zamiar. Sannikau otrzymał według oficjalnych wyników 156 419 głosów (2,43% wszystkich), najwięcej ze wszystkich kandydatów z wyjątkiem zwycięzcy wyborów Alaksandra Łukaszenki.

### Demonstracja w Mińsku 19 grudnia 2010 roku i wydarzenia po niej
Andrej Sannikau wraz z żoną, dziennikarką Iryną Chalip, uczestniczył w demonstracji w Mińsku przeciwko sfałszowaniu wyników wyborów prezydenckich 19 grudnia 2010 roku. Przed północą, gdy milicja i wojsko przystąpiły do pacyfikacji demonstracji, Sannikau został brutalnie pobity i wraz z żoną aresztowany. Oboje przetransportowani zostali do izolatek śledczych Komitetu Bezpieczeństwa Państwowego. Wieczorem 20 grudnia do Sannikaua dopuszczono jego adwokata, który po spotkaniu ujawnił, że Sannikau nosi liczne ślady obrażeń: nie może chodzić, ma zwichniętą lub złamaną nogę, ślady pobicia na głowie i siniaki na rękach. 22 grudnia minister spraw wewnętrznych Anatol Kulaszou zapewnił, że zarówno Andrej Sannikau, jak i inny zatrzymany kandydat na urząd prezydenta, Uładzimir Niaklajeu, są absolutnie zdrowi, absolutnie normalnie, komfortowo się czują.
14 maja 2011 roku sąd w Mińsku skazał polityka na pięć lat kolonii karnej o zaostrzonym reżimie za „organizowanie masowych zamieszek” w wieczór 19 grudnia 2010 roku. 14 kwietnia 2012 został przedterminowo zwolniony. 26 października 2012 ogłosił, że ubiega się o azyl polityczny w Wielkiej Brytanii.

## Nagrody
- Nagroda Brunona Kreiskiego za pracę na rzecz obrony praw człowieka (Austria, 4 kwietnia 2005 roku)[17]

## Prace
- Belarus in the Context of Times and Politics, Sztokholm 1997 (we współautorstwie z Walancinem Hołubieuem);
- Artykuły w wydawnictwach białoruskich i zagranicznych[18].

## Życie prywatne
Żonaty z Iryną Chalip, dziennikarką, wnuczką Jerzego Belzackiego, polskiego i radzieckiego muzyka i kompozytora. Mają kilkuletniego syna.
Oprócz języków białoruskiego i rosyjskiego posługuje się angielskim, francuskim i polskim.